# Mitropacup 1928
De Mitropacup 1928 was de tweede editie van de internationale beker. Er namen enkel teams deel uit Oostenrijk, Joegoslavië, Hongarije en Tsjechoslowakije. De landskampioen en bekerwinnaar van elk land nam deel. Er werd gespeeld met knock-outsysteem in heen- en terugwedstrijden. Bij gelijke stand na twee wedstrijden zou er een beslissende wedstrijd komen. Alle acht deelnemers startten in de kwartfinale. Titelverdediger Sparta Praag kon zich niet kwalificeren.

## Kwartfinale
| Teams                | Teams | Teams                     | Heenwedstrijd | Terugwedstrijd | Totaalscore |
| SK Admira Wien       | -     | Slavia Praag              | 3:3           | 3:1            | 6:4         |
| Beogradski SK        | -     | Ferencvárosi FC           | 0:7           | 1:6            | 1:13        |
| Građanski HŠK Zagreb | -     | SK Viktoria Žižkov        | 3:2           | 1:6            | 4:8         |
| SK Rapid Wien        | -     | Hungária FC MTK Boedapest | 6:4           | 1:3            | 7:7         |

| Teams         | Teams | Teams                     | Score | Beslissende wedstrijd | Totaalscore |
| SK Rapid Wien | -     | Hungária FC MTK Boedapest | 7:7   | 1:0 n.V. (0:0, 0:0)   | 8:7         |

## Halve finale
| Teams              | Teams | Teams           | Heenwedstrijd | Terugwedstrijd | Totaalscore |
| SK Admira Wien     | -     | Ferencvárosi FC | 1:2           | 0:1            | 1:3         |
| SK Viktoria Žižkov | -     | SK Rapid Wien   | 4:3           | 2:3            | 6:6         |

| Teams         | Teams | Teams              | Score | Beslissende wedstrijd | Totaalscore |
| SK Rapid Wien | -     | SK Viktoria Žižkov | 6:6   | 3:1 (3:1)             | 9:7         |

## Finale
| Teams           | Teams | Teams         | Heenwedstrijd | Terugwedstrijd | Totaalscore |
| Ferencvárosi FC | -     | SK Rapid Wien | 7:1 (3:0)     | 3:5 (2:3)      | 10:6        |

| Teams           | Ferencvárosi FC - SK Rapid Wien |
| Uitslag         | 7:1 (3:0) |
| Datum           | 28 oktober 1928 |
| Stadion         | Üllői út, Boedapest 20.000 toeschouwers |
| Scheidsrechter  | Albino Carraro (Italië) |
| Goals           | 1:0 (15.) Ferenc Szedlacsik, 2:0 (18.) József Takács, 3:0 (20.) Ferenc Szedlacsik, 4:0 (56.) Vilmos Kohut, 5:0 (58.) Vilmos Kohut, 6:0 (64.) József Takács, 7:0 (76.) József Takács, 7:1 (85.) Johann Horvath |
| Ferencvárosi FC | Ignác Amsel; Géza Takács, János Hungler; Károly Furmann, Márton Bukovi, Elemér Berkessy; Imre Koszta, József Takács, József Turay, Ferenc Szedlacsik, Vilmos Kohut - Trainer: István Tóth-Potya               |
| Rapid Wien      | Franz Hribar; Roman Schramseis, Franz Kral; Josef Frühwirth, Josef Smistik, Josef Madlmayer; Willibald Kirbes, Franz Weselik, Johann Hoffmann, Johann Horvath, Ferdinand Wesely - Trainer: Edi Bauer          |

| Teams           | SK Rapid Wien - Ferencvárosi FC |
| Uitslag         | 5:3 (3:2) |
| Datum           | 12 november 1928 |
| Stadion         | Hohe Warte, Wenen 25.000 toeschouwers |
| Scheidsrechter  | Albino Carraro (Italië) |
| Goals           | 1:0 (5.) Willibald Kirbes, 2:0 (22.) Willibald Kirbes, 2:1 (33.) Vilmos Kohut, 2:2 (36.) József Turay, 3:2 (37.) Ferdinand Wesely, 4:2 (50.) Franz Weselik, 5:2 (53.) Ferdinand Wesely, 5:3 (79.) Ferenc Szedlacsik |
| SK Rapid Wien   | Franz Hribar; Roman Schramseis, Toni Witschel; Johann Hoffmann, Josef Madlmayer, Josef Frühwirth; Willibald Kirbes, Franz Weselik, Richard Kuthan, Johann Horvath, Ferdinand Wesely Trainer: Edi Bauer              |
| Ferencvárosi FC | Ignác Amsel; Géza Takács, János Hungler; Károly Furmann, Márton Bukovi, Elemér Berkessy; Imre Koszta, József Takács, József Turay, Ferenc Szedlacsik, Vilmos Kohut - Trainer: István Tóth-Potya                     |

1927 · 1928 · 1929 · 1930 · 1931 · 1932 · 1933 · 1934 · 1935 · 1936 · 1937 · 1938 · 1939 · 1940 · 1951 · 1955 · 1956 · 1957 · 1958 · 1959 · 1960 · 1961 · 1962 · 1963 · 1964 · 1965 · 1966 · 1967 · 1968 · 1969 · 1970 · 1971 · 1972 · 1973 · 1974 · 1975 · 1976 · 1977 · 1978 · 1980 · 1981 · 1982 · 1983 · 1984 · 1985 · 1986 · 1987 · 1988 · 1989 · 1990 · 1991 · 1992